# Mesomys
Mesomys és un gènere de rosegadors de la família de les rates espinoses. Aquest grup conté quatre espècies, que viuen al nord de Sud-amèrica. Els representants d'aquest gènere tenen una llargada corporal de 150–200 mm i una cua de 113–220 mm. Pesen 130–220 g. Igual que Hoplomys gymnurus, el seu pelatge dorsal presenta moltes espines. Tenen les orelles petites i arrodonides i les urpes corbes i afilades.